# Deutschland sucht den Superstar/Staffel 15

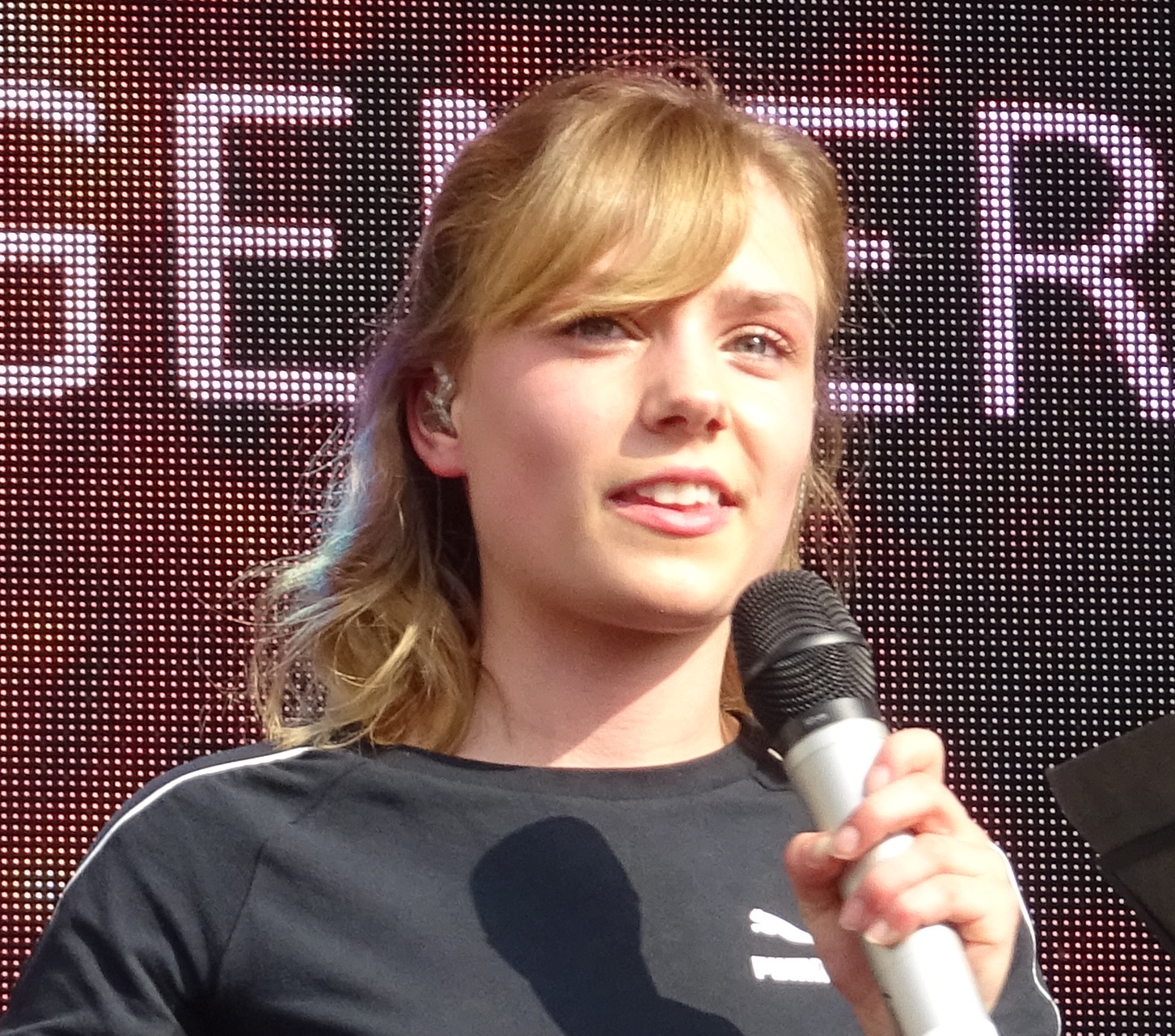
Marie Wegener, Siegerin von Staffel 15

Die 15. Staffel  der deutschen Gesangs-Castingshow Deutschland sucht den Superstar wurde vom 3. Januar bis 5. Mai 2018 von RTL ausgestrahlt. An der Seite von Dieter Bohlen agierten die neuen Juroren Carolin Niemczyk (Sängerin der Band Glasperlenspiel), Mousse T. und Ella Endlich. Wie im Vorjahr galt das Motto „No Limits“; damit durften Musiker ohne stilistische Beschränkungen am Casting teilnehmen, allerdings wurde die Altersbeschränkung von 30 Jahren wieder eingeführt. Siegerin der Staffel wurde die 16-jährige Marie Wegener; sie gewann 100.000 Euro.

## Ablauf
Der Casting-Aufwand war der größte der bisherigen 15 Staffeln: Vier Casting-Trucks waren ab Ende August 2017 in ganz Deutschland auf der Suche nach Kandidaten unterwegs und machten in knapp 60 Städten Halt.
Nach elf Casting-Folgen ging es für 120 Kandidaten in den Deutschland-Recall. Sie traten zunächst in 10er-Gruppen auf, die daraus Weitergekommenen dann zu zweit bis zu viert. 20 von ihnen – dazu die vier Gewinner der Goldenen Jury-CDs – gelangten in den Ausland-Recall. Als Vocal-Coaches begleiteten die ehemaligen Kandidaten Juliette Schoppmann und Philippe Bühler die Recalls. Als wesentliche Neuerung fanden zum Abschluss des Ausland-Recalls acht Duelle statt. Aus den letzten 16 Kandidaten sollten die acht Sieger in nur noch drei Mottoshows um die Finalteilnahme kämpfen.

## Südafrika-Recall
Zwei Folgen wurden im Pilanesberg-Nationalpark gedreht, die dritte Folge in Sun City. Die im Deutschland-Recall ausgeschiedene Toranj Jafari ersetzte die erkrankte 18-jährige Jessica Martins Reis aus Osnabrück. Statt der vorhergesehenen acht wurden zehn Kandidaten in die Mottoshows geschickt.
| Kandidat, Alter    | Kandidat, Alter | Wohnort         | Anmerkungen, Beruf | Ausgeschieden in |
| ------------------ | --------------- | --------------- | --- | ---------------- |
| Marie Wegener      | 16              | Duisburg        | Siegerin der Staffel, Teilnehmerin bei The Voice Kids 2013, Schülerin                                                    | –                |
| Ella Sailer        | 18              | Innsbruck       | Studentin | Folge 15         |
| Michel Truog       | 26              | Neftenbach      | Goldene CD von Dieter Bohlen, Auszubildender (Maurer)                                                                    | Finale           |
| Sven Lüchtenborg   | 21              | Trebur-Astheim  | Teilnehmer an der Convention zu Unser Song 2017, Student (BWL)                                                           | Folge 15         |
| Michael Rauscher   | 20              | Augsburg        | Fliesenleger | Finale           |
| Lukas Otte         | 20              | Koblenz         | Student (Pädagogik) | Mottoshow 3      |
| Janina el Arguioui | 30              | Kaarst          | Teilnehmerin bei The Voice of Germany 2014, Deutsch-Marokkanerin, Veranstalterin von Kinder-Events                       | Finale           |
| Emilija Mihailova  | 29              | Rorschacherberg | Eltern aus Mazedonien, Dentalsekretärin in einer Zahnarztpraxis und Model                                                | Mottoshow 1      |
| Mia Gucek          | 25              | Duisburg        | Slowenin, Kellnerin | Mottoshow 3      |
| Michèle Wegmann    | 23              | Zürich          | Informatikerin | Folge 15         |
| Giulio Arancio     | 25              | Köln            | Teilnehmer bei The Biggest Loser 2015, Italiener, Elektroniker                                                           | Mottoshow 2      |
| Santo Rotolo       | 21              | Kassel          | Goldene CD von Mousse T., Italo-Spanier, Speditionskaufmann                                                              | Folge 15         |
| Mario Turtak       | 25              | Stuttgart       | Großeltern aus der Slowakei, Kellner und Musikproduzent                                                                  | Mottoshow 2      |
| Farid el Hassass   | 27              | Enschede        | Sänger | Folge 15         |
| Isa Martino        | 30              | Hengersberg     | Hispano-Türke, Musiker                                                                                                   | Mottoshow 1      |
| Marc Imam          | 21              | Tübingen        | Eltern aus Nigeria (deutsche Großmutter), Student (Musikwissenschaften und Philosophie)                                  | Folge 15         |
| Matty Faal         | 17              | Wien            | Schülerin | Folge 14         |
| Diego Marquez      | 20              | Düsseldorf      | Brasilianer, dauerhaft in eine geschlossene Psychiatrie eingewiesen durch das Düsseldorfer Landgericht im Dezember 2018. | Folge 14         |
| Chantal Stachowiak | 16              | Untereisesheim  | Goldene CD von Carolin Niemczyk, gebürtige Jamaikanerin, Schülerin                                                       | Folge 13         |
| Lucas Magalhäes    | 17              | Recke           | Brasilianer, Schüler | Folge 13         |
| Mitch Lodewick     | 18              | Aalten          | Goldene CD von Ella Endlich, Abiturient                                                                                  | Folge 13         |
| Salvatore Puleo    | 29              | Stuttgart       | Italiener, Filialleiter bei einer Schuhhandelskette                                                                      | Folge 13         |
| Toranj Jafari      | 20              | Waiblingen      | Ersatzkandidatin, Iranerin, Studentin (Tourismus)                                                                        | Folge 13         |
| Vera Teubert       | 27              | Langwedel       | Pferdewirtin | Folge 13         |

 Gewann das Duell gegen den eine Zeile darunter stehenden Kandidaten
 Beide Teilnehmer eines Duells erreichten die Mottoshows

## Mottoshows

### Kandidaten
| Platz | Kandidat           | Ausgeschieden am | Motto              |
| ----- | ------------------ | ---------------- | ------------------ |
| 1.    | Marie Wegener      | –                | –                  |
| 2.    | Michel Truog       | 5. Mai (Finale)  | –                  |
| 3.    | Michael Rauscher   | 5. Mai (Finale)  | –                  |
| 4.    | Janina el Arguioui | 5. Mai (Finale)  | –                  |
| 5.    | Lukas Otte         | 28. April        | Alt und Neu        |
| 6.    | Mia Gucek          | 28. April        | Alt und Neu        |
| 7.    | Giulio Arancio     | 21. April        | Mein Lieblingssong |
| 8.    | Mario Turtak       | 21. April        | Mein Lieblingssong |
| 9.    | Isa Martino        | 14. April        | Discofox           |
| 10.   | Emilija Mihailova  | 14. April        | Discofox           |

### Resultate
| Platz | Erste Mottoshow 14. April Discofox | Zweite Mottoshow 21. April Mein Lieblingssong | Dritte Mottoshow 28. April Alt und Neu | Finale 5. Mai (Beliebiger Song und Finalsong) |
| ----- | ---------------------------------- | --------------------------------------------- | -------------------------------------- | --------------------------------------------- |
| 1     | Marie 24,27 %                      | Marie 39,34 %                                 | Marie 48,44 %                          | Marie 64,42 %                                 |
| 2     | Janina 16,96 %                     | Janina 15,02 %                                | Michael 15,22 %                        | Michel 15,78 %                                |
| 3     | Lukas 10,9 %                       | Michel 14,91 %                                | Michel 14,11 %                         | Michael 10,91 %                               |
| 4     | Giulio 10,81 %                     | Michael 09,5 %                                | Janina 09,7 %                          | Janina 08,89 %                                |
| 5     | Michel 09,66 %                     | Lukas 07,57 %                                 | Lukas 06,84 %                          |                                               |
| 6     | Mario 09,15 %                      | Mia 05,83 %                                   | Mia 05,69 %                            |                                               |
| 7     | Michael 05,66 %                    | Giulio 05,26 %                                |                                        |                                               |
| 8     | Mia 04,39 %                        | Mario 02,57 %                                 |                                        |                                               |
| 9     | Isa 04,19 %                        |                                               |                                        |                                               |
| 10    | Emilija 04,01 %                    |                                               |                                        |                                               |

### Erste Mottoshow
Die erste Mottoshow wurde am 14. April ausgestrahlt, das Motto war Discofox. Die Kandidaten Isa Martino und Emilija Mihailova mussten die Show verlassen.
|  | Endz. | Name               | Alter | Interpret, Lied                       | Bemerkung     | Platzierung  |
|  | ----- | ------------------ | ----- | ------------------------------------- | ------------- | ------------ |
|  | 01    | Michael Rauscher   | 20    | Andreas Gabalier – Hulapalu           | weiter        | 07 0(5,66 %) |
|  | 02    | Lukas Otte         | 20    | Robin Schulz ft. James Blunt – OK     | weiter        | 03 (10,90 %) |
|  | 03    | Mia Gucek          | 25    | Beatrice Egli – Mein Herz             | weiter        | 08 0(4,39 %) |
|  | 04    | Isa Martino        | 30    | Álvaro Soler – Sofia                  | ausgeschieden | 09 0(4,19 %) |
|  | 05    | Janina El Arguioui | 30    | Gloria Gaynor – I Will Survive        | weiter        | 02 (16,96 %) |
|  | 06    | Michel Truog       | 26    | Backstreet Boys – I Want It That Way  | weiter        | 05 0(9,66 %) |
|  | 07    | Marie Wegener      | 16    | Marianne Rosenberg – Er gehört zu mir | weiter        | 01 (24,27 %) |
|  | 08    | Giulio Arancio     | 25    | Haddaway – What Is Love               | weiter        | 04 (10,81 %) |
|  | 09    | Emilija Mihailova  | 29    | Ofenbach vs. Nick Waterhouse – Katchi | ausgeschieden | 10 0(4,01 %) |
|  | 10    | Mario Turtak       | 25    | Kool & the Gang – Celebration         | weiter        | 06 0(9,15 %) |

### Zweite Mottoshow
Die zweite Mottoshow wurde am 21. April ausgestrahlt. Das Motto war Mein Lieblingssong, der Gruppensong Happy von Pharrell Williams. Die Kandidaten Mario Turtak und Giulio Arancio mussten die Show verlassen.
|  | Endz. | Name               | Alter | Interpret, Lied                          | Bemerkung     | Platzierung  |
|  | ----- | ------------------ | ----- | ---------------------------------------- | ------------- | ------------ |
|  | 01    | Lukas Otte         | 20    | Ronan Keating – Life Is a Rollercoaster  | weiter        | 05 0(7,57 %) |
|  | 02    | Mario Turtak       | 25    | Stevie Wonder – Isn’t She Lovely         | ausgeschieden | 08 0(2,57 %) |
|  | 03    | Giulio Arancio     | 25    | Rag ’n’ Bone Man – Skin                  | ausgeschieden | 07 0(5,26 %) |
|  | 04    | Janina El Arguioui | 30    | Aretha Franklin – Respect                | weiter        | 02 (15,02 %) |
|  | 05    | Michel Truog       | 26    | Philipp Poisel – Ich will nur            | weiter        | 03 (14,91 %) |
|  | 06    | Mia Gucek          | 25    | Loreen – Euphoria                        | weiter        | 06 0(5,83 %) |
|  | 07    | Michael Rauscher   | 20    | Roger Cicero – Schieß mich doch zum Mond | weiter        | 04 0(9,50 %) |
|  | 08    | Marie Wegener      | 16    | Céline Dion – My Heart Will Go On        | weiter        | 01 (39,34 %) |

### Dritte Mottoshow (Halbfinale)
Die dritte Mottoshow wurde am 28. April ausgestrahlt. Das Motto war Alt und Neu. Die Kandidaten Lukas Otte und Mia Gucek mussten die Show verlassen.
|  | Endz. | Name               | Alter | Interpret, Lied (Alt)                         | Interpret, Lied (Neu)                            | Bemerkung     | Platzierung  |
|  | ----- | ------------------ | ----- | --------------------------------------------- | ------------------------------------------------ | ------------- | ------------ |
|  | 01    | Janina El Arguioui | 30    | The Pointer Sisters – I’m So Excited          | James Hype feat. Kelli Leigh – More Than Friends | weiter        | 04 0(9,70 %) |
|  | 02    | Michel Truog       | 26    | Andreas Gabalier – Amoi seg’ ma uns wieder    | Wincent Weiss – Feuerwerk                        | weiter        | 03 (14,11 %) |
|  | 03    | Lukas Otte         | 20    | Münchner Freiheit – Ohne dich                 | Ed Sheeran – Castle On The Hill                  | ausgeschieden | 05 0(6,84 %) |
|  | 04    | Michael Rauscher   | 20    | Elvis Presley – Blue Suede Shoes              | Kaleo – Way Down We Go                           | weiter        | 02 (15,22 %) |
|  | 05    | Mia Gucek          | 25    | Connie Francis – Schöner fremder Mann         | Helene Fischer – Herzbeben                       | ausgeschieden | 06 0(5,69 %) |
|  | 06    | Marie Wegener      | 16    | Whitney Houston – I Wanna Dance With Somebody | James Arthur – Naked                             | weiter        | 01 (48,44 %) |

### Finale
Das Finale fand am 5. Mai statt, der Gruppensong war Wake Me Up von Avicii feat. Aloe Blacc.
|  | Endz. | Name               | Alter | 1. Interpret, Lied                  | 2. Interpret, Lied Finalsong        | Bemerkung | Platzierung  |
|  | ----- | ------------------ | ----- | ----------------------------------- | ----------------------------------- | --------- | ------------ |
|  | 01    | Michael Rauscher   | 20    | George Ezra – Blame It On Me        | Michael Rauscher – So wie wir war’n | Dritter   | 03 (10,91 %) |
|  | 02    | Janina el Arguioui | 30    | Silbermond – Ja                     | Janina El Arguioui – Parachute      | Vierte    | 04 0(8,89 %) |
|  | 03    | Michel Truog       | 26    | Tim Bendzko – Am seidenen Faden     | Michel Truog – Und sie rennt        | Zweiter   | 02 (15,78 %) |
|  | 04    | Marie Wegener      | 16    | Ariana Grande ft. Zedd – Break Free | Marie Wegener – Königlich           | Siegerin  | 01 (64,42 %) |